# Abelespel
Die Abelespelen (Abele spelen ndl. abel „klug, schön, kunstvoll“ zu lat. habilis „angemessen“) sind das erste erhaltene Zeugnis des ernsten weltlichen Dramas in der niederländischen Literatur. Sie sind in der Brüsseler Handschrift Van Hulthem aus der Mitte des 14. Jahrhunderts anonym überliefert.
Es existieren vier Stücke nach Stoffen des höfischen Romans aus der Region Brabant-Limburg: Esmoreit, Gloriant, Lanseloet van Denemerken und die Jahreszeiten-Allegorie Vanden Winter ende vanden Somer. Das letzte Stück stellt ein Streitgespräch zwischen den Personifikationen von Sommer und Winter dar. Gemeinsam ist den Abelespelen die Einfachheit in der teils naiven, gefühlsbetonten Sprache, in Reimpaaren und Handlungsführung. Die Schauplätze der Handlung werden frei gewechselt. Auf die Aufführung folgte meist eine Klucht. Im 15. Jahrhundert wurde diese von den so genannten Moralitäten (ndl. zinnespel) verdrängt.